# Hermann Becht
Pour les articles homonymes, voir Becht.
Hermann Becht, né le 19 mars 1939 à Karlsruhe et mort le 12 février 2009 à Marxzell, est un chanteur d'opéra allemand de registre baryton-basse. Il interprète le rôle d'Alberich dans l'enregistrement de 1983 de L'Anneau du Nibelung de Richard Wagner qui remporta un Grammy Award pour le "Meilleur enregistrement d'Opéra" la même année.

## Biographie
Hermann Becht se forme au chant avec Emma Wolf-Dengel à Karlsruhe et puis avec Josef Greindl à Sarrebruck. Il remporte le premier prix au Concours de chant de Berlin en 1968. Sa carrière sur scène commence en 1963 en tant que bassiste au théâtre municipal de Brunswick jusqu'en 1970, quand il devient baryton italien lyrique au théâtre municipal de Wiesbaden. Après sa nomination à la Deutsche Oper am Rhein en 1974, il se consacre au thème du baryton héroïque.
Il chante dans une grande partie du répertoire de l'opéra, notamment Rocco et Pizarro dans Fidelio ou entre autres le comte Almaviva dans les noces de Figaro. Il a également joué Alberich dans l'anneau de Nibelungen. Parmi les autres rôles importants de sa carrière figurent le héros de Falstaff et le Borromeo dans Palestrina. En 1996, il est le Dikoj dans Katja Kabanowa dans une représentation donnée à Düsseldorf.
Il chante également à l'opéra national de Bavière et à l'opéra national de Vienne. À Munich, il chante en première mondiale les opéras suivants: Lou Salomé de Giuseppe Sinopoli en 1981, Belshazar de Volker David Kirchner en 1986 et Ubu Rex de Krzysztof Penderecki en 1991. Au Festival Schwetzinger de 1994 en première mondiale, il chante l'opéra Zanzibar d'Eckehard Mayer.
Becht a également chanté aux opéras de Stuttgart, de Hambourg, de Genève, de Nantes, de Lyon, de San Francisco ou encore de Chicago, sous le nom de Klingsor  mais également au Covent Garden Opera à Londres et au Metropolitan Opera à New York.
En 1987, il se produit au Teatro Comunale di Bologna de Alberich et chante au théâtre Bolchoï de Moscou et au Gran Teatre del Liceu de Barcelone en 1989 sous le nom de Waldner in Arabella.
Il a chanté au Festival de Bayreuth de 1979 à 1980 et de 1983 à 1986 en tant que Alberich dans la tétralogie en anneaux, et de 1981 à 1983 comme Kurwenal dans Tristan et Iseult. En 1984, Becht participe au concert de l'opéra Die Gezeichneten de Franz Schreker au Festival de Salzbourg.
Dans les années 1980, Becht se produit à l'opéra de Karlsruhe et au Ettlinger Schlossfestspiele. Parmi ses derniers rôles figurent le Hunding dans Valkyrie en 1998 à l'Opéra de Bonn et le Gloster dans le Roi Lear d'Aribert Reimann en 1999 à l'Opéra national de Dresde. Jusqu'à récemment, il participait au festival d'été dans les ruines du monastère de Frauenalb.
Becht enseigne pendant une courte période à l'Université de musique de Karlsruhe.
Il est décédé subitement à Marxzell le 12 février 2009 et est enterré au cimetière de Marxzell-Schielberg.